# Campos Sales (Ceará)
Pour les articles homonymes, voir Campos Sales.
Campos Sales est une municipalité brésilienne de l'État du Ceará.